# Гантс (графство, Нова Шотландія)
 Гантс  (англ. Hants County) — графство у провінції
Нової Шотландії, Канада. Графство є переписним районом та адміністративною одиницею провінції. Гантс складається з двох частин, які називаються Іст-Гантс і Вест-Гантс.

## Географія
Графство Гантс знаходиться в західній частині півострова Нова Шотландія.
Північна частина графства омивається водами Мінас-бейсін і затоки Кобеквід (англ. Cobequid Bay). На сході графства протікає річка Шубенакаді (англ. Shubenacadie River), по якій проходить кордон з графством Колчестер. На півдні графство межує з графством Галіфакс, на південному заході — Луненбург, а на північному заході — Кінгс.
По території графства проходить автодороги провінційного значення шосе № 101 і 102, а також ряд доріг, керованих графством, основними з яких є магістралі 1, 2 і 14 і колектори 202, 214, 215, 236 і 354.

## Історія
Графство Гантс було утворене в 1781 році як частина графства Кінгс. Межею поділу стала річка Он, що протікає через графство Кінгс та відокремлює його центр, Гортон, від частини території. Назва нового графство являє собою скорочену назву графства Гемпшир (County of South Hampton) в Англії.
Точні межі графства були визначені в 1785 році і нанесені на карту в 1828 році.
У 1861 році графство було розділене на два округи: Іст-Гантс (східний) і Вест-Гантс (західний).

## Населення
Для потреб статистичної служби Канади графство розділене на два округи, два міста і одну індіанську резервацію.
.
| Назва          | Оригінальна назва | Статус                | Площа    | Населення |
| -------------- | ----------------- | --------------------- | -------- | --------- |
| Іст-Гантс      | East Hants        | Округ                 | 1 787,64 | 21 378    |
| Вест-Гантс     | West Hants        | Округ                 | 1 238,12 | 13 881    |
| Віндзор        | Windsor           | Містечко              | 9,06     | 3 709     |
| Гантспорт      | Hantsport         | Містечко              | 2,13     | 1 191     |
| Індіан-Брук 14 | Indian Brook 14   | Індіанська резервація | 12,13    | 1 014     |